# Shahrestān di Falavarjan
Lo shahrestān di Falavarjan (farsi شهرستان فلاورجان) è uno dei 24 shahrestān della provincia di Esfahan, in Iran. Il capoluogo è Falavarjan. Lo  shahrestān è suddiviso in 2 circoscrizioni (bakhsh):
- Centrale (بخش مرکزی), con le città di Falavarjan, Abrishom, Imanshahr, Kelishad e Suderjan, Qahderijan e Zazeran.
- Pir Bakran (بخش پیربكران), con le città di Pir Bakran e Baharanshahr.